# NGC 2764
NGC 2764 је лентикуларна галаксија у сазвежђу Рак која се налази на NGC листи објеката дубоког неба.
Деклинација објекта је + 21° 26' 35" а ректасцензија 9h 8m 17,4s. Привидна величина (магнитуда) објекта NGC 2764 износи 12,6 а фотографска магнитуда 13,6. Налази се на удаљености од 37,4000 милиона парсека од Сунца. NGC 2764 је још познат и под ознакама UGC 4794, MCG 4-22-17, CGCG 121-24, IRAS 09054+2138, PGC 25690.